# Adi Shankara

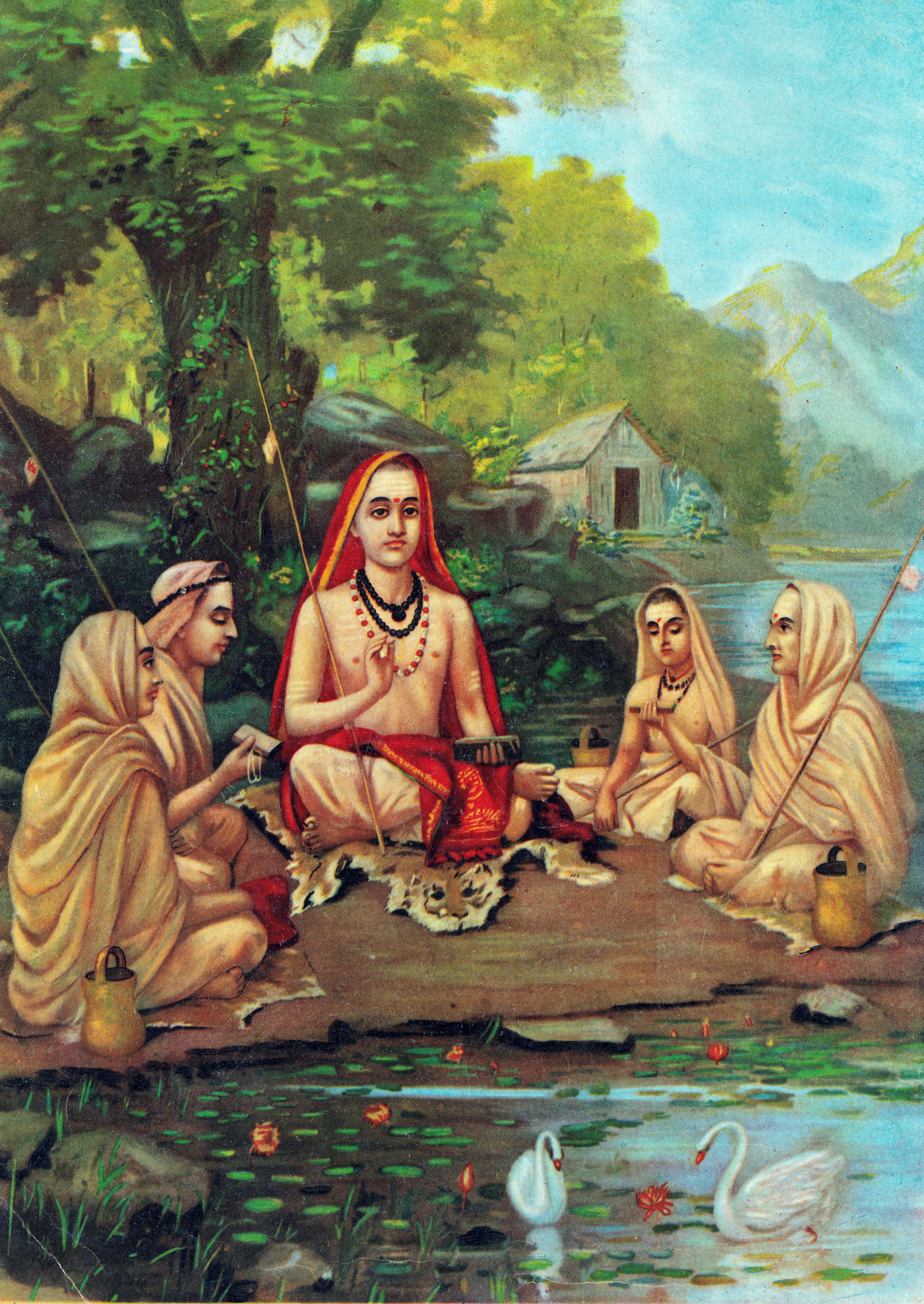
Tranh vẽ Adi Shankara

Adi Shankara (Devanāgarī: आदि शङ्कर, Ādi Śaṅkara, IPA: [aːd̺i ɕaŋkara];  tiếng Malayalam: ആദി ശങ്കരാ; sinh khoảng 788 đến 820 CE), cũng được biết đến như là Ādi Śaṅkarācārya ("Shankara đầu tiên trong dòng họ") và Śaṅkara Bhagavatpādācārya ("người thầy dưới chân của Ishvara"), c. 788 – 820 CE, là triết gia đầu tiên củng cố học thuyết Advaita Vedanta, một trường phái trong Vedanta. Những lời dạy của ông dựa trên sự hợp nhất của linh hồn và Thượng đế, trong đó Thượng đế được xem cùng một lúc là mang tính cá nhân và không có thuộc tính nào cả. Trong truyền thống của Smārta, Adi Shankara được xem là hóa thân của Shiva.
Adi Shankara du hành khắp Ấn Độ với mục đích quảng bá những lời dạy của ông thông qua những bài giảng và những cuộc tranh luận với các triết gia khác. Ông lập ra bốn mathas ("tu viện") đóng một vai trò quan trọng trong lịch sử phát triển và truyền bá Ấn Độ giáo và Advaita Vedanta. Adi Shankara là người sáng lập ra dòng tu Dashanami và truyền thống thờ Shanmata.
Những tác phẩm của ông trong tiếng Sanskrit, tất cả còn truyền cho đến ngày nay, liên quan đến việc thiết lập học thuyết Advaita (Sanskrit, "Bất nhị"). Adi Shankara trích dẫn nhiều từ Áo nghĩa thư (Upanishad) và các kinh sách Hindu khác trong những bài giảng của ông. Ông cũng có nhiều bài tranh luận chống lại các trường phái lý luận đối nghịch như Samkhya (Số luận - một trong 6 phái triết học lớn của Ấn Độ) và Phật giáo trong các tác phẩm của ông.

## Cuộc đời
Nguồn trích dẫn truyền thống cho cuộc đời của Adi Shankara là Shankara Vijayams, ("Chiến thắng của Shankara"), là những trường ca chứa đựng những thông tin về tiểu sử được viết ra dưới dạng truyền thuyết. Quan trọng nhất trong những tiểu sử này là  Mādhavīya Śaṅkara Vijayaṃ (của Mādhava, khoảng thế kỉ 14), Cidvilāsīya Śaṅkara Vijayaṃ (của Cidvilāsa, khoảng giữa thế kỉ 15 và thế kỉ 17), và Keraļīya Śaṅkara Vijayaṃ (của vùng Kerala, khoảng thế kỉ 17). Theo những tài liệu này, Adi Shankara được sinh ra ở Kalady, một làng ở Kerala, Ấn Độ, bởi một cặp vợ chồng brahmin người Namboothiri, Shivaguru và Aryamba sống được ba mươi hai năm.

### Sinh ra và tuổi thơ

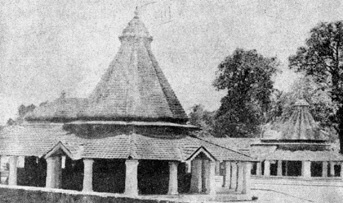
Nơi sinh của Adi Shankara tại Kalady

Cha mẹ của Adi Shankara không có con trong nhiều năm. Họ cầu nguyện tại đền thờ Vadakkunnathan (cũng được biết đến như là Vrishachala) ở Thrissur, Kerala, để xin được hạ sinh một đứa con. Truyền thuyết kể rằng Shiva xuất hiện trước cả hai vợ chồng trong giấc mơ của họ, và cho phép họ lựa chọn: một đứa con bình thường sẽ sống lâu, hay là một đứa con trai phi thường nhưng không sống được lâu. Cả hai người thích lựa chọn thứ hai; sau đó họ sinh được một đứa con trai. Cậu ta được đặt tên là Shankara (Sanskrit, "người ban cho hạnh phúc"), để vinh danh Shiva (vị thần có một tính ngữ là Shankara).
Cha cậu qua đời khi Shankara còn rất nhỏ. Upanayanaṃ của Shankara, lễ nhập môn vào đời sống học trò, được làm ở tuổi lên năm. Lúc còn là một đứa trẻ, Shankara đã có một sức học đáng nể, thông thạo cả bốn Veda lúc lên tám tuổi. Theo những phong tục của thời đó, Shankara học và sống tại nhà của thầy học. Theo phong tục học trò và những học giả có thể nhận Bhikṣā ("của bố thí") từ những người thế tục; vào một dịp, trong khi đang nhận  Bhikṣā, Shankara gặp phải một người phụ nữ chỉ còn lại duy nhất một trái amalaka khô để ăn. Thay vì ăn phần còn lại cuối cùng, người phụ nữ mộ đạo cho Shankara trái amalaka như là Bhikṣā. Xúc động, Shankara sáng tác Kanakadhārā Stotram ngay tại chỗ. Truyền thuyết kể rằng sau khi hoàn tất bài stotra, những trái amalaka bằng vàng rơi như mưa lên người phụ nữ bởi Lakṣmi, vị Nữ thần của cải.

### Sannyasa
Từ lúc còn nhỏ tuổi, Shankara bị cuốn hút bởi sannyasa ("cuộc sống của nhà tu hành"). Mẹ cậu phản đối việc cậu trở thành nhà sư, và không cho phép chính thức việc đó. 
Tuy nhiên, một lần khi Shankara đang tắm trên sông Purna ở gần nhà, một con cá sấu cắn lấy chân vào kéo cậu ta xuống nước. Chỉ có mẹ cậu ở gần đó, và bà không thể nào cứu được cậu ta. Shankara hỏi ý mẹ cậu cho phép cậu từ bỏ thế giới trần tục và chết như một thầy tu. Không còn cách nào khác, mẹ cậu bằng lòng. Lập tức Shankara đọc lên những câu mantra xem như lời khấn nguyện trở thành tu sỹ. Con cá sấu liền thả cậu ra và bơi đi. Shankara bước lên khỏi mặt nước mà không bị hề hấn gì.
Với sự đồng ý của mẹ, Shankara giã từ Kerala và du hành về phía Bắc Ấn Độ để đi tìm một vị Guru. Trên bờ sông của dòng sông Narmada, cậu ta gặp Govinda Bhagavatpada, đệ tử của Gaudapada. Khi  Govinda Bhagavatpada hỏi tên tuổi của Shankara, cậu ứng khẩu trả lời với một bài thơ mang ngụ ý triết lý Advaita Vedanta. Govinda Bhagavatapada hết lời khen ngợi và nhận Shankara làm đệ tử. Adi Shankara được Guru nhờ viết một khảo luận về Brahma Sutra và quảng bá Advaita Vedanta. Madhavīya Shankaravijaya kể rằng Adi Shankara đã làm dịu đi một cơn lũ từ sông Reva bằng cách đặt kamaṇḍalu ("bình đựng nước") của anh trên đường đi của dòng nước lũ, do vậy cứu lấy Guru của anh, Govinda Bhagavatpada, người đang ở trong trạng thái Samādhi ("tham thiền") trong một cái hang gần đó.
Trong nhiệm vụ quảng bá triết lý Advaita Vedanta, Adi Shankara du hành đến Kashi, nơi có một chàng trai trẻ tên là Sanandana từ Choladesha ở Nam Ấn Độ, trở thành đệ tử đầu tiên của ông. Ở Kashi, Adi Shankara đang trên đường đi đến đền thờ Vishwanath, nơi ông gặp một người không thể chạm vào được với bốn con chó. Khi được yêu cầu tránh ra một bên bởi đệ tử của Shankara, người không thể chạm được trả lời: "Ông muốn ta di chuyển Ātman ("the Self") vĩnh cửu của ta, hay là cơ thể này làm từ thức ăn?" Hiểu ra rằng người không chạm vào được không ai hơn cả mà chính là thần Shiva, và những con chó của ông là bốn bộ kinh Vedas, Shankara cúi lạy trước ông ta, sáng tác năm bài shloka được biết đến như là Manisha Panchakam.
Khi đến được vùng Badari trong dãy núi Himalaya, ông viết Bhashyas ("những bài bình luận") nổi tiếng và Prakarana granthas ("những luận văn triết học"). Sau đó ông dạy những bài bình luận này cho các đệ tử của mình. Một số, như là Sanandana, nhanh chóng lĩnh hội được những ý tưởng chính; những đồ đệ khác do vậy trở nên ghen tức với Sanandana. Để chứng tỏ với mọi người rằng Sanandana về bản chất là giỏi hơn tất cả, Adi Shankara cho gọi Sanandana từ một bờ của sông Ganga, trong khi anh ta đang ở bờ bên kia. Sanandana băng ngang qua dòng sông bằng cách bước lên những hoa sen nở ra bất cứ nơi nào mà anh bước chân đến. Adi Shankara hết sức khâm phục đệ tử của mình và đặt tên anh là Padmapāda ("người bước trên hoa sen"). Một nhà thông thái, Vedavyāsa, ghé thăm Adi Shankara giả dạng như là một brāhmaṇa già. Adi Shankara tranh luận với vị brāhmaṇa này trong tám ngày và cuối cùng, Vyasa lộ rõ danh tánh của mình và ban phước lành cho Adi Shankara.

### Gặp gỡ Mandana Mishra
Một trong những cuộc tranh luận nổi tiếng nhất của Adi Shankara là với nhà nghi thức chủ nghĩa Mandana Mishra.Guru của Mandana Mishra là triết gia nổi tiếng theo chủ nghĩa Mimamsa (chủ nghĩa hình thức), Kumarīla Bhaṭṭa. Shankara muốn tranh luận với Kumarīla Bhaṭṭa và gặp ông ta ở Prayag nơi ông tự chôn chính mình trong một giàn thiêu cháy chậm để tự sám hối cho những tội lỗi đã phạm phải đối với Guru của ông ta: Kumarīla Bhaṭṭa đã tự học triết lý Phật giáo mà không để thầy biết để có thể phủ nhận triết lý đó. Điều này đã thành một tội theo như kinh Vedas. Kumarīla Bhaṭṭa do đó đã yêu cầu Adi Shankara đi đến  Mahiṣmati (ngày nay được biết đến như là Maheshwar ở Madhya Pradesh) để gặp Mandana Mishra và tranh luận với ông ta.
Adi Shankara đã có một cuộc tranh luận nổi tiếng với Mandana Mishra mà vợ của Mandana Mishra, Ubhaya Bhāratī, là trọng tài. Sau khi tranh luận trên mười lăm ngày, Mandana Mishra chấp nhận thất bại. Ubhaya Bhāratī sau đó thách thức Adi Shankara tranh luận với bà ta để có một chiến thắng 'hoàn toàn'. Cuộc tranh luận này là về đề tài kāmaśāstra ("khoa học tình dục"). Nhưng Adi Shankara, vì là một sannyasi, không có kiến thức về đề tài đó; do vậy, sau khi yêu cầu một ít thời gian chuẩn bị trước khi vào cuộc tranh luận mới này, ông nhập vào cơ thể của một vị vua sử dụng những quyền năng yoga của mình để thu nhận kiến thức về kāmaśāstra. Tuy nhiên sau đó, Ubhaya Bhāratī khước từ tranh luận với ông và cho phép Mandana Mishra chấp nhận sannyasa với tên tu sỹ (pháp danh) mới, Sureśvarācārya như là đã đồng ý trong điều kiện của cuộc tranh luận.

### Dig-vijaya

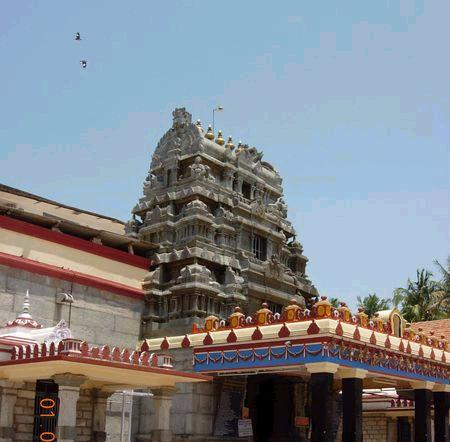
Đền thờ Sharada tại Sringeri Sharada Peetham, Sringeri

Adi Shankara sau đó du hành cùng các đồ đệ đến Maharashtra và Srisailam. Ở Srisailam, ông sáng tác Shivanandalahari, một bài thánh nhạc ca tụng thần Shiva. Madhaviya Shankaravijayam kể rằng khi Shankara chuẩn bị hy sinh bởi một Kapalika, thần Narasimha xuất hiện cứu lấy Shankara theo lời cầu xin của Padmapada. Do đó Adi Shankara sáng tác Laksmi-Narasimha stotra. 
Sau đó ông du hành đến Gokarṇa, đền thờ của Hari-Shankara và đền thờ Mūkambika tại Kollur. Tại Kollur ông thu nhận một cậu bé được tin là bị bỏ rơi bởi bố mẹ cậu, như là đệ tử. Ông đặt tên cậu ta là, Hastāmalakācārya ("người với trái amalaka trên lòng bàn tay", nghĩa là, người đã rõ ràng tự nhận ra chính mình). Sau đó, ông ghé thăm Śṛngeri để thiết lập Śārada Pīṭham và thu nhận Toṭakācārya làm đệ tử.
Sau việc này, Adi Shankara bắt đầu một Dig-vijaya ("du hành truyền đạo") để quảng bá triết lý Advaita và tranh luận với các triết lý đối nghịch. Với vị vua người Malayali tên là Sudhanva như là bạn đồng hành, Shankara đi xuyên qua Tamil Nadu, Andhra Pradesh và Vidarbha. Ông sau đó bắt đầu đi về phía Karnataka nơi ông gặp phải một toán người Kapalika có vũ trang. Vua Sudhanva, cùng với quân đội của ông ta, chống lại và đánh bại toán người Kapalika. Họ đến Gokarna an toàn nơi Shankara tranh luận và thắng cuộc một học giả Shaiva, tên là Neelakanta.
Đi về phía tây ở vùng Dwarka, Shankara lại đánh bại Vaiṣṇavas trong một cuộc tranh luận. Bhaṭṭa Bhāskara xứ Ujjayini, người ủng hộ triết lý Bhedābeda philosophy, chịu thua. Tất cả các học giả của Ujjayini (cũng được biết đến như là Avanti) chấp nhận triết lý của Adi Shankara. Ông sau đó thắng Jainas tại một nơi gọi là Bahlika. Sau đó, ông gặp một tantrik, Navagupta tại Kamarupa. Navagupta giả vờ xin làm đệ tử của ông, nhưng sau đó đã làm cho phát triển một chứng đau ruột (rectal fistula). Tuy nhiên, Adi Shankara được chữa lành nhanh chóng và  Navagupta sau này chết vì cùng một chứng bệnh.
Adi Shankara do đó đã du hành khắp Ấn Độ, từ Nam Ấn Độ đến Kashmir và Nepal, truyền bá tư tưởng cho dân địa phương và tranh luận về triết học với các học giả Hindu, Phật giáo và các nhà sư dọc trên đường đi.

### Lên đến Sarvajnapitha
Adi Shankara ghé Sarvajñapīṭha ở Kashmir (nay là Kashmir thuộc Pakistan). Madhaviya Shankaravijayam kể rằng ngôi đền này có bốn cửa cho các học giả từ bốn hướng khác nhau. Cửa mở về phía nam(tượng trưng cho Nam Ấn Độ) chưa bao giờ được mở, cho thấy chưa có một học giả nào từ phía Nam Ấn Độ đã bước vào Sarvajna Pitha. Adi Shankara đã mở cánh cửa phía nam bằng cách đánh bại các học giả nơi đó trong các trường phái triết học khác nhau như là Mimamsa, Vedanta và các nhánh khác của triết lý Hindu; ông đã lên ngôi thông thái vô lượng của ngôi đền đó. Madhaviya Shankaravijayam kể rằng Nữ thần Saraswati ("nữ thần của kiến thức và văn chương") đã chứng nhận chiến thắng về mặt học thuật của Adi Shankara trong dịp đó.
Shankara sau đó du hành đến Kedarnath và đạt được videha mukti ("sự giải thoát cuối cùng") ở tuổi ba mươi hai. Tuy nhiên, có nhiều dị bản khác nhau về những ngày cuối cùng của cuộc đời ông. Những người theo matha Kanchi (đền thờ Kanchi) tin rằng ông đạt được videha mukti ở Kanchi. Một truyền thống khác kể lại bởi Keraliya Shankaravijaya đặt nơi chết của ông ở đền Vadakkunnathan ở vùng Thrissur, Kerala.

### Niên đại
Các học giả hiện đại đồng ý năm sinh - năm mất 788 – 820 CE, mặc dù không thể nào đạt đến sự đồng ý chung về ngày sinh hay ngày mất của Adi Shankara. Một vài Shankara Maṭhas, tuy vậy, đã cho niên đại xưa hơn.  Nếu những ngày này là đúng, họ cần phải đẩy lùi lại niên đại của Buddha (được xem như là cột mốc của lịch sử hiện đại Ấn Độ). Một trong những Shankara Maṭhas lớn còn hoạt động ngày nay, những tu viện lớn ở Kanchi, Dwaraka, và Puri cho rằng Adi Shankara sống trong khoảng 509 – 477 TCN. Śṛṅgeri Śāradā Pīṭham, ngược lại, chấp nhận thời gian 788–820 CE dates. (See also Mathas). Theo như cuốn sách của Swami Niranjanananda Saraswati viết về tiểu sử của Adi Shankara, xuất bản trong cuốn sách Sannyasa Darshan của ông, Adi Shankara sinh ra ở Kalady, Kerala, vào năm 686, và đạt được mahasamadhi tại Kedarnath, Uttaranchal, vào năm 718.

## Các Matha

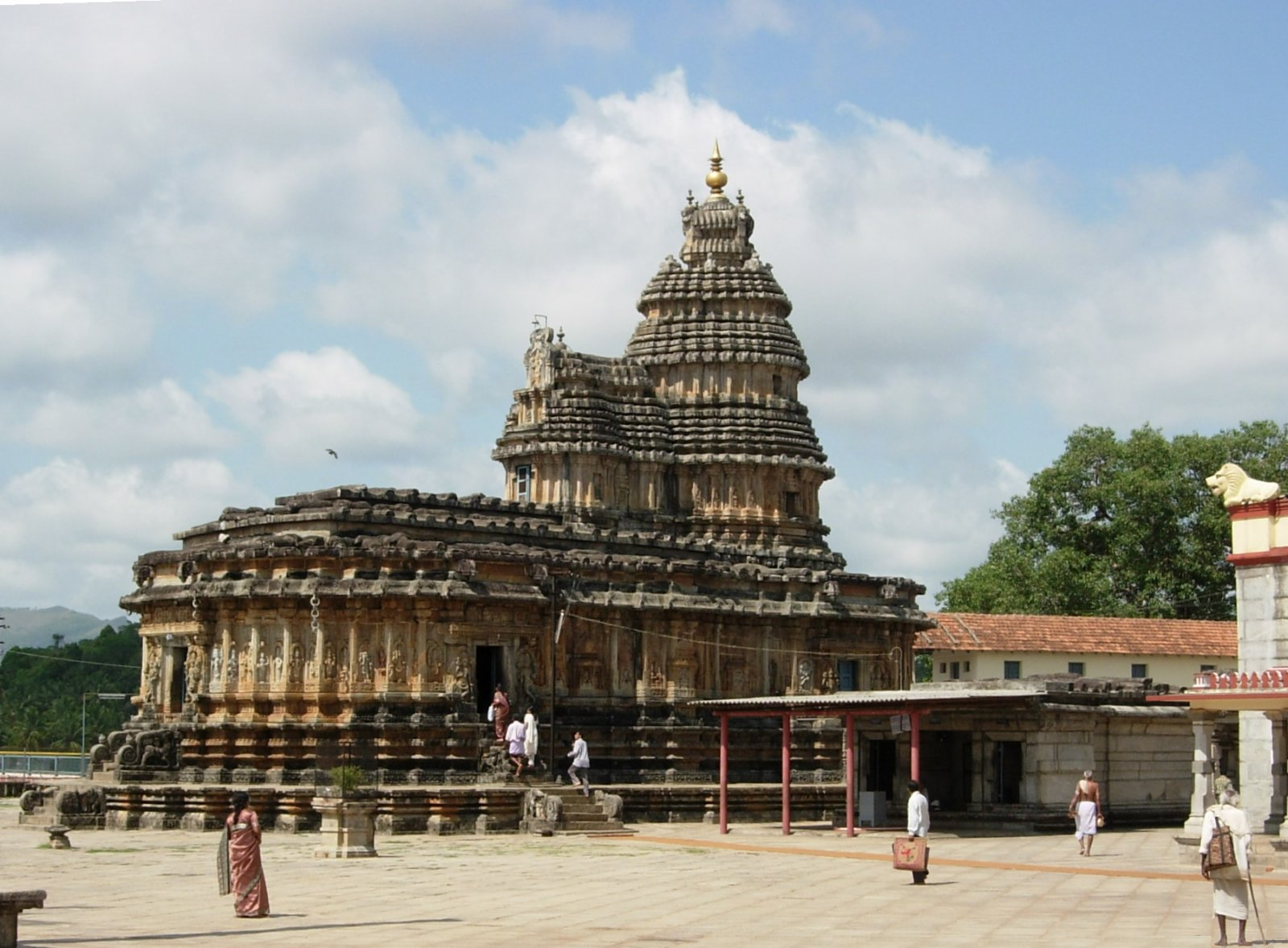
Đền thờ Vidyasankara tại Sringeri Sharada Peetham, Sringeri

Adi Shankara thành lập bốn Maṭhas, để hướng dẫn Ấn Độ giáo. Những đền thờ này tại Sringeri ở Karnataka ở phía nam, Dwaraka ở Gujarat ở phía tây, Puri ở Orissa ở phía đông, và Jyotirmath (Joshimath) ở Uttaranchal phía bắc. Truyền thống Hindu nói rằng ông trao quyền điều hành những đền thờ (matha) này cho bốn đại đệ tử: Sureshwaracharya, Hastamalakacharya, Padmapadacharya, và Totakacharya. Những người đứng đầu các matha này có thể lần ngược quyền hạn của họ đến những người này. Mỗi người đứng đầu của bốn matha này có danh hiệu là Shankaracharya 
("Shankara thông thái") theo tên Shankara đầu tiên.  Matha tại Kanchipuram, Tamil Nadu, nói rằng họ được thành lập bởi chính Adi Shankara.
Bảng sau đưa ra tóm tắt tổng quát về bốn Amnaya Mathas thành lập bởi Adi Shankara và các chi tiết của họ.
| Disciple         | Maṭha              | Mahāvākya                               | Veda         | Truyền thống |
| Hastāmalakācārya | Govardhana Pīṭhaṃ  | Prajñānam brahma (Brahman là kiến thức) | Rig Veda     | Bhogavala    |
| Sureśvarācārya   | Śārada Pīṭhaṃ      | Aham brahmāsmi (Ta là Brahman)          | Yajur Veda   | Bhūrivala    |
| Padmapādācārya   | Dvāraka Pīṭhaṃ     | Tattvamasi (Đó là bạn)                  | Sama Veda    | Kitavala     |
| Toṭakācārya      | Jyotirmaṭha Pīṭhaṃ | Ayamātmā brahma (Atman này là Brahman)  | Atharva Veda | Nandavala    |
| ---------------- | ------------------ | --------------------------------------- | ------------ | ------------ |

## Triết lý và tư tưởng

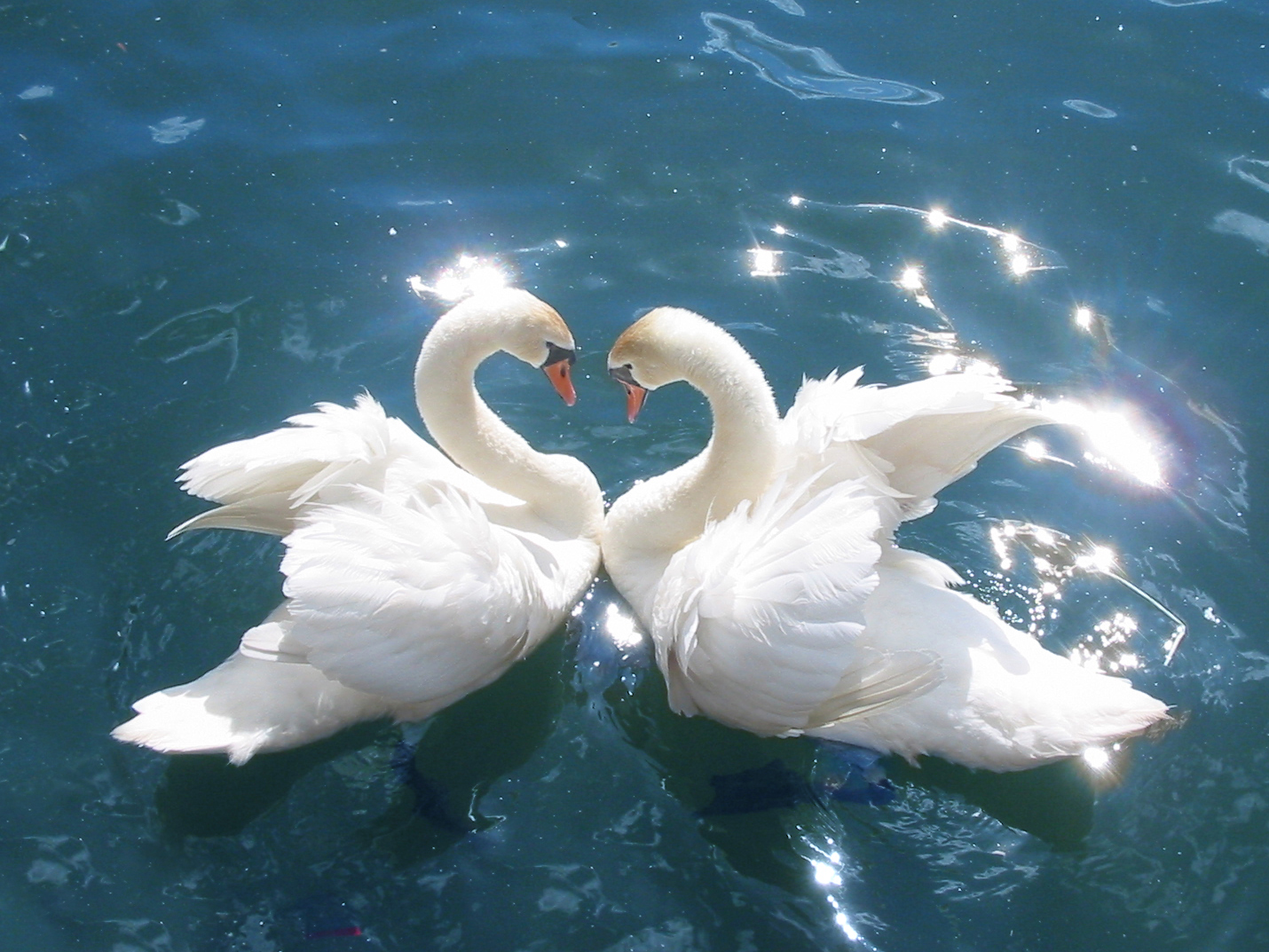
Thiên nga là một biểu trưng quan trọng trong Advaita Vedanta. Ý nghĩa tượng trưng của nó là: thứ nhất, bằng cách nói lặp lại từ Hamsa (từ Sanskrit cho Thiên nga), nó trở thành so-aham (Sanskrit, "Tôi là Thế Đó"). Thứ hai, vì con thiên nga bơi trên mặt nước nhưng lông không thấm nước, một Advaitin (người theo chủ thuyết Advaita) sống trong thế giới đầy maya (ảo ảnh) nhưng không bị đụng chạm phải bởi những ảo giác đó. Thứ ba, một nhà sư của dòng tu Dashanami được gọi là một Paramahamsa ("thiên nga tối thượng")

Advaita ("non-dualism", "bất nhị") thường được gọi là một hệ thống suy nghĩ độc thần. Từ "Advaita" chủ yếu là chỉ về danh tính của Bản thể (Atman) (Self) và Toàn thể (Brahman). Các kinh sách chính cho các trường phái của Vedānta là Prasthanatrayi–các văn bản chính tắc bao gồm Áo nghĩa thư, Bhagavad Gita và Brahma Sutras.

Adi Shankara là người đầu tiên trong truyền thống này đã củng cố lại  siddhānta ("học thuyết") của Advaita Vedanta. Ông viết các bài bình luận về Prasthana Trayi. Một câu nói nổi tiếng từ Vivekacūḍāmaṇi, một trong các prakarana granthas của ông tóm tắt súc tích triết lý của ông là: 
Brahma satyaṃ jagat mithyā, jīvo brahmaiva nāparah 
Brahman là sự thật duy nhất, thế giới này là không có thực, và trên hết là không có sự khác nhau giữa Brahman và từng bản thể cá nhân.
Advaita Vedanta dựa trên śāstra ("kinh sách"), yukti ("suy luận") và anubhava ("kinh nghiệm"), và được giúp đỡ bởi karma ("các thực hành về tâm linh"). Triết lý cung cấp một cách sống dứt khoát phải được tuân theo. Bắt đầu từ tuổi thơ, khi việc học phải bắt đầu, triết lý này phải được nhận ra trong thực hành trong suốt cuộc đời một người cho đến khi chết.
Đây là lý do tại sao triết lý này được gọi là triết lý dựa trên kinh nghiệm, nguyên lý ẩn bên dưới là "Đó chính là bạn", nghĩa là cuối cùng thì không có sự khác nhau giữa người tạo ra kinh nghiệm và người nhận kinh nghiệm (thế giới) cũng như là linh hồn của cả vũ trụ (Brahman). Trong những người theo Advaita, cũng như các học thuyết khác, có những người tin là đã xuất hiện Jivanmuktas, nghĩa là những người đã được giải thoát trong khi vẫn còn sống. Những cá nhân này (thường được gọi là Mahatma, những linh hồn vĩ đại, giữa những người Hindu) là những người đã nhận ra được sự thống nhất giữa cá nhân họ và linh hồn của vũ trụ gọi là Brahman.

### Về Advaita Vedanta
Bhashyas của Adi Shankara (các bài khảo luận) về Áo nghĩa thư, Bhagavad Gita và Brahma Sutra là những tác phẩm chính và không ai chối cãi đó là những tác phẩm của bản thân ông. Mặc dù ông hầu như theo sát những cách thức truyền thống về cách bình luận về Brahma Sutra, có nhiều ý tưởng và lý luận mới của riêng ông để thiết lập rằng điều cốt lõi trong Upanishads là Advaita. Ông dạy rằng chỉ thông qua kiến thức trực tiếp của Brahman mà một người có thể được khai sáng.
Những người chống lại Adi Shankara đã buộc tội ông đã giảng dạy Phật giáo trên danh nghĩa của Ấn Độ giáo, bởi vì những lý tưởng nhất nguyên của ông có vẻ hơi đi trước thời đại của triết lý Hindu đương thời. Tuy nhiên, cần chú ý rằng mặc dù những người theo Phật giáo sau này đã đạt đến một sự thật không thay đổi, bất tử, tuyệt đối sau khi hiểu được ảo ảnh của samsara, theo lịch sử những Vedantin (người theo chủ thuyết Vedanta) không bao giờ thích ý tưởng này. Mặc dù Advaita đưa ra lý thuyết Maya, giải thích vũ trụ chỉ là một "trò tinh nghịch của một nhà ảo thuật", Adi Shankara và những người theo ông thấy điều này như là một hệ quả của giả sử căn bản của họ rằng chỉ có Brahman là có thực. Ý của họ về Maya bắt nguồn từ niềm tin của họ về sự thật hiện hữu của Brahman, hơn là theo chiều suy luận ngược lại.

## Lịch sử và di sản
Vào thời điểm mà Adi Shankara sống, Ấn Độ giáo đã bắt đầu suy giảm vì ảnh hưởng của Phật giáo và đạo Jain.  Ấn Độ giáo đã bị chia là thành vô số các giáo phái khác nhau, mỗi giáo phái lại tranh cãi với tất cả các phái còn lại. Những người theo triết lý Mimamsa và Sankhya là những người vô thần, đến mức mà họ không tin vào Ishvara như là một bản thể thống nhất. Ngoài những người vô thần, còn có vô số giáo phái khác thuộc trường phái hữu thần. Cũng có những người từ chối kinh Veda, như là Charvaka.
Adi Shankara tổ chức những bài nói chuyện và những cuộc tranh luận với các học giả hàng đầu của tất cả các giáo phái này và các trường phái triết học để tranh luận về học thuyết của họ. Ông đã thống nhất các phái hữu thần thành một hệ thống theo khuôn khổ Shanmata thông thường. Trong các tác phẩm của mình, Adi Shankara nhấn mạnh sự quan trọng của Vedas, và cố gắng của ông giúp đỡ Ấn Độ giáo đã mạnh dần lên và ngày càng phổ biến. Nhiều người truy ngược sự phổ biến của Vedanta trên thế giới ngày nay là nhờ vào các tác phẩm của ông. Ông du hành bằng cách đi bộ đến nhiều phần khác nhau của Ấn Độ để khôi phục lại sự nghiên cứu của kinh Vedas.
Mặc dù ông chỉ sống được ba mươi hai năm, ảnh hưởng của ông trên toàn Ấn Độ và lên Ấn Độ giáo là hết sức đáng kể. Ông giới thiệu một dạng suy nghĩ Vedic trong sáng hơn. Những lời dạy của ông và truyền thống tạo thành cơ sở cho Smartism và đã ảnh hưởng đến dòng tu Sant Mat. Ông là nhân vật chính trong truyền thống của Advaita Vedanta. Ông là người sáng lập ra chế độ tu Daśanāmi Sampradāya của Ấn Độ giáo và Ṣaṇmata của truyền thống Smarta. Ông giới thiệu  Pañcāyatana một dạng  thờ phụng.
Adi Shankara, cùng với Madhva và Ramanuja, đóng vai trò lớn trong việc khôi phục lại Ấn Độ giáo. Ba vị thầy này làm thành các học thuyết được theo bởi các giáo phái của họ ngay cả đến ngày hôm nay. Họ là những nhân vật quan trọng nhất trong lịch sử cận đại của triết lý Hindu. Trong các bài viết và các thảo luận của họ, họ đã cung cấp những phản biện chống lại các trường phái phi-Vedantic của Sankhya, Vaisheshika... Do đó họ đã mở đường để cho Vedanta trở thành chủ đạo và là truyền thống được theo một cách rộng rãi nhất trong các trường phái của triết lý Hindu.
Trường phái Vedanta nhấn mạnh nhất trên các Áo nghĩa thư (mà chúng được gọi là Vedanta, Kết thúc hay là tích lũy của Vedas), không giống như các trường phái khác đặt sự quan trọng lên các bộ sách viết ra bởi người sáng lập trường phái. Trường phái Vedanta có niềm tin vào kinh Vedas, mà bao gồm cả Áo nghĩa thư, là không có tác giả, tạo thành một truyền thống liên tục với sự thông thái được truyền miệng. Do đó khái niệm apaurusheyatva ("không tác giả") trở thành một lực hướng dẫn đằng sau các trường phái Vedanta. Tuy nhiên, cùng với nhấn mạnh sự quan trọng của  truyền thống Vedic, Adi Shankara cũng cho một sự quan trọng tương đương đối với kinh nghiệm bản thân của người học trò. Logic, ngữ pháp, Mimamsa và các môn liên quan khác tạo thành các lãnh vực nghiên cứu chính trong tất cả các trường phái Vedanta.
Một câu thơ nổi tiếng, được đọc trong truyền thống Smarta, để ghi nhận công lao của Adi Shankara là:
श्रुति स्मृति पुराणानामालयं करुणालयं|

नमामि भगवत्पादशंकरं लॊकशंकरं ||

Śruti smṛti purāṇānāṃālayaṃ karuṇālayaṃ|

Namāmi Bhagavatpādaśaṅkaraṃ lokaśaṅkaraṃ|| 

Ta cúi chào nơi ở đầy tình thương của Vedas, Smritis và Puranas được biết như là Shankara Bhagavatpada, người làm cho thế giới thêm tốt lành.

## Các tác phẩm
Các tác phẩm của Adi Shankara chủ yếu là nói đến sự thiết lập một cách có logic các học thuyết về Advaita Vedanta như là ông nhận thấy trong Áo nghĩa thư. Ông đã hệ thống hóa học thuyết Advaita Vedanta bằng cách dựa các lập luận của mình trên các trích dẫn từ kinh Vedas và cácthánh điển Hindu khác. Ông đặt trọng tâm vào svānubhava ("kinh nghiệm bản thân") của học sinh. Các tác phẩm của ông hầu hết là các bài viết mang tính tranh luận. Ông chủ yếu hướng các tranh luận của mình về phía Sankhya, Phật giáo, Jaina, Vaisheshika và các nhánh không-vedantic khác của triết lý Hindu.
Theo truyền thống, các tác phẩm của ông được xếp loại dưới dạngBhāṣya ("bình giảng"), Prakaraṇa gratha ("khảo luận triết học") và Stotra ("bài thánh nhạc"). Những bài bình giảng cung cấp một diễn dịch nhất quán về các thánh điển Ấn Độ giáo dưới quan điểm của Advaita Vedanta. Những khảo luận triết học cung cấp nhiều phương pháp khác nhau để học sinh hiểu được học thuyết đó. Những bài thánh nhạc giàu tính thơ ca và tôn giáo, đề cao tín đồ và sự vinh quang của thần linh. Trong các tác phẩm của ông, độ xác thật của Viveka Chudamani và một vài Bhashyas còn nghi vấn.
Adi Shankara viết Bhashyas về mười tập chính của Áo nghĩa thư, về Brahma Sutra và Bhagavad Gita. Trong các tác phẩm của ông, ông trích dẫn từ Shveshvatara, Kaushitakai, Mahanarayana và Jabala Upanishads, và nhiều người khác. Bhashyas về Kaushitaki, Nrisimhatapani và Shveshvatara Upanishads vẫn còn lưu lại nhưng độ chính xác có nhiều nghi ngờ. Các bình giảng của Adi Shankara về Brahma Sutras là bài sớm nhất nói về đề tài này còn lại hiện nay. Tuy nhiên Adi Shankara đề cập đến những bài bình giảng xưa hơn như là các bài của Dravida, Bhartiprapancha và nhiều người khác.

Trong Brahma Sutra Bhashya, Adi Shankara dẫn ra các ví dụ của Dharmavyadha, Vidura và một số người khác được sinh ra với kiến thức về Brahman thu nhận được trong các kiếp sống trước. Ông đề cập rằng ảnh hưởng đó không ngăn cản họ làm việc trên kiếp sống hiện tại của họ. Ông nói rằng kiến thức phát sinh từ việc nghiên cứu kinh Vedas có thể có được thông qua Puranas và Itihasa. Trong Taittiriya Upanishad Bhashya 2.2, ông nói:
Sarveśāṃ cādhikāro vidyāyāṃ ca śreyah: kevalayā vidyāyā veti siddhaṃ
Tất cả mọi người đều có quyền biết đến kiến thức (của Brahman) và rằng mục đích tối thượng sẽ đạt được chỉ bằng kiến thức đó mà thôi.